# Awnewi
Awnewi (ros. Awniew) – wieś w Osetii Południowej, w regionie Znauri. W 2015 roku liczyła 44 mieszkańców. Władze nieuznawanej Osetii Południowej wydzieliły z jej terytorium miejscowość Wierchnij Awniew (ros. Верхний Авнев).